# Grizzly APC
El Grizzly APC es un vehículo de transporte blindado de personal de 14 toneladas fabricado y diseñado por Blackwater Worldwide, específicamente para el combate urbano.

## Diseño
Su blindaje, denominado "Sistema de Protección Blindada de Alto Riesgo Blackwater" puede soportar balas del calibre .50 (12,7 mm), así como artefactos explosivos improvisados. Está construido con acero AR500, incorpora paredes en ángulos y un chasis con blindaje ventral en V que desvía la onda expansiva producida por los explosivos.
Hay cinco troneras (dos en cada lado y una en la parte posterior) y dos escotillas de salida en la parte superior, posee ventanas blindadas, capaces de brindar protección de nivel 3. El Grizzly APC dispone en su techo de una torreta circular capaz de montar una ametralladora M2 la cual puede ser accionada a control remoto.